# Цута (1944)
«Цута» (Tsuta, яп. 蔦) — ескортний міноносець Імперського флоту Японії, який взяв участь у Другій світовій війні.

## Історія створення
Корабель, який став двадцять другим серед завершених ескортних есмінців типу «Мацу» (та четвертим серед таких кораблів підтипу «Татібана»), був закладений 31 липня 1944 року на верфі флоту в Йокосуці. Спущений на воду 2 листопада 1944 року, став до ладу 8 лютого 1945 року. 

## Історія служби

### У складі ВМС Японії
За весь час після завершення «Цута» не полишав вод Японського архіпелагу, при цьому з 25 квітня 1945-го корабель включили до 43-ї дивізії ескадрених міноносців. Станом на момент капітуляції Японії «Цута» перебував у Куре.
У жовтні 1945-го корабель виключили зі списків ВМФ та призначили для участі в репатріації японців (по завершенні війни з окупованих територій на Японські острови вивезли кілька мільйонів військовослужбовців та цивільних осіб японської національності).

### У складі ВМС Китаю
31 липня 1947-го «Цута» передали китайцям (уряд Гоміньдану, який у 1949 був вимушений перебратись на Тайвань), які перейменували його на «Hua Yang». Втім, корабель так і не повернувся до виконання обов'язків військової служби, а в 1949-му сів на мілину біля ВМБ Мако (на Пескадорських островах у південній частині Тайванської протоки), на якій залишався до виключення зі списків флоту в 1954 році.